# Benerib
| F34 | M32 |

| F34 | M32 |

Benerib byla egyptská královna z 1. dynastie. Její jméno znamená „sladká srdcem“.

## Životopis
Benerib byla manželkou faraona Hor-Ahy, ale nebyla matkou jeho nástupce na trůně Džera. Matka krále Džera byla jiná manželka Hor-Ahy, která se jmenovala Chenthap. Manželství Benerib a Hor-Ahy je založeno na slonovinách nalezených v hrobce v Abydosu, které zaznamenávají jeho jméno.
Benerib byla pohřbena v Umm el-Qa'ab v hrobce B14.